# The Sexperiment
Pour plus de détails, voir Fiche technique et Distribution.
The Sexperiment est un film américain réalisé par Edward Holzman, sorti en 1998.

## Synopsis
Deux sexologues font un pari.

## Fiche technique
- Titre : The Sexperiment
- Réalisation : Edward Holzman
- Scénario : Karol Silverstein, Marc Leader
- Producteur : William Burke
- Producteur exécutif : Edward Holzman
- Production :
- Distributeur :
- Musique :
- Pays de production :  États-Unis
- Langue d'origine : Anglais américain
- Lieux de tournage :
- Genre : Drame, érotique
- Durée : 1 h 42
- Date de sortie : 
  - États-Unis : 1998

## Distribution
- Sam Anno : Rick
- Scott Carson : Peter
- Kim Sill : Candace (créditée comme Kim Dawson)
- Leslie Zemeckis : Audrey / Marcie (créditée comme Leslie Harter)
- Nikki Nova : Heidi
- Justin Gorence : Harry
- Carlton Elizabeth : Joan
- Lori Morrissey : Carra
- Katie O'Rourke : Diane
- Kimberly Rowe : Donna
- Lewis Saunders : Pastry Chef
- Patricia Skeriotis : la femme aveugle
- Richard Stressino : Adam
- Doria Rone : Elaine